# タカマガハラ
タカマガハラは、日本の競走馬である。地方競馬デビューながら1961年天皇賞（秋）を制し、オンスロート・ホマレボシ・シーザーとともに1957年生まれの4強に数えられた。
船橋競馬場から遥かアメリカのローレル競馬場を駆け抜けた昭和時代の高度経済成長期における地方競馬出身の名馬であった。

## 経歴

### 誕生
1957年に誕生。生産者は長野県諏訪市の霧ヶ峰牧場で、大井競馬場の大山末治調教師が同1957年に開設したばかりであった。母クモゼキは父クリノハナの繋養地である千葉県（大東牧場）で交配し、しばらくの間船橋競馬場に滞在。そのまま船橋競馬場でタカマガハラを出産したのち親子で霧ヶ峰牧場に戻ったとされる。

### 戦績
1959年、3歳で川崎競馬場でデビュー。初戦は12頭立ての4着。この年の南関東地方競馬はオンスロートが強く、タカマガハラは全日本3歳優駿でもオンスロートに大差で離された3着で終わっている。因みに、この年の全日本3歳優駿の1着賞金は70万円で、コダマが優勝した阪神3歳ステークスと同額であった。
4歳春まで南関東に在籍して15戦3勝の成績で中央入りしたタカマガハラは、4戦叩いて日本ダービーに挑戦したが、結果はコダマのレコード駆けの前に10着敗退に終わった。結局、4歳時の中央での成績は僅か1勝のみであった。
しかし、5歳時からいよいよ本格化を迎える。この年は10月15日に行われたオールカマーまで9戦2勝で2着が5回。しかも4着以下に落ちた事が一度も無かった。目黒記念（秋）優勝の勢いを駆って向かった天皇賞（秋）では、遅れて中央入りしたオンスロートと舞台を変えての再戦となった。そしてレースでは地方時代4戦全敗だったオンスロートに1/2馬身差で競り勝ち、天皇賞を制したのである。同年の有馬記念でも2着に入り、3着となったオンスロートに再び先着している。
6歳、アメリカジョッキークラブカップ等2勝2着3回の強さを見せると、ワシントンDCインターナショナルへ挑戦する。日本馬として初の出走となった1962年のワシントンDCインターナショナルは、マッチ、ケルソ、キャリーバック、ザペッグ等の各国の強豪が揃う中で13頭中10着の結果に終わった。
帰国後は有馬記念に出走するも、この年はオンスロートに敗れて2年連続の2着。7歳（1963年）初戦のアメリカジョッキークラブカップで4着に入ったのを最後に引退となった。

### 引退後
引退後は種牡馬となるが、産駒成績が振るわず1967年に廃用。去勢され函館競馬場で誘導馬となった。
誘導馬を引退した後は霧ヶ峰牧場で余生を過ごしており、少なくとも1978年の夏には同牧場で生存していたことが確認されている。数少ない産駒の子孫から1987年安田記念優勝馬フレッシュボイス（母の母の父がタカマガハラ）を出している。

## 主な産駒と勝鞍
- ユウサブ（1971年・寿賞（700万下・芝2000メートル）、1970年長距離ステークス（600万下・芝2400メートル）など9勝）[9]

- マテンロウ（1967年・有明特別(200万下・芝1800メートル)など3勝）[10]

- カミタチバナ（地方名タカミナト）中央平地2勝・障害2勝、地方2勝[11]  [12]

- タカホマレ（アングロアラブ）中央5勝[13]

- トミリュウ（アングロアラブ）1967年アラブ特別（100万下・ダート2000メートル）など中央6勝[14]

## 競走成績
- 1959年（11戦2勝[注 1]）
  - 3着 - 全日本3歳優駿
- 1960年（19戦2勝）
- 1961年（12戦4勝）最優秀5歳以上牡馬
  - 天皇賞 (秋)、目黒記念 (秋)、東京記念、東京杯
  - 2着 - 有馬記念、毎日王冠
  - 3着 - オールカマー
- 1962年（8戦2勝）
  - アメリカJCC
  - 2着 - 有馬記念、目黒記念 (春)、日本経済賞、東京杯
- 1963年（1戦0勝）

太字は八大競走勝ち鞍。

## 血統表
| タカマガハラの血統      | タカマガハラの血統                      | タカマガハラの血統         | （血統表の出典）           | （血統表の出典） |
| 父系                    | ブランドフォード系                      | ブランドフォード系         | ブランドフォード系         | [ § 2 ]          |
| 父 クリノハナ 1949 栗毛 | 父の父*プリメロ Primero 1931 鹿毛       | Blandford                  | Swynford                   | Swynford         |
| 父 クリノハナ 1949 栗毛 | 父の父*プリメロ Primero 1931 鹿毛       | Blandford                  | Blanche                    |                  |
| 父 クリノハナ 1949 栗毛 | 父の父*プリメロ Primero 1931 鹿毛       | Athasi                     | Farasi                     | Farasi           |
| 父 クリノハナ 1949 栗毛 | 父の父*プリメロ Primero 1931 鹿毛       | Athasi                     | Athgreany                  |                  |
| 父 クリノハナ 1949 栗毛 | 父の母オホヒカリ 1943 栗毛              | 月友                       | Man o'War                  | Man o'War        |
| 父 クリノハナ 1949 栗毛 | 父の母オホヒカリ 1943 栗毛              | 月友                       | *星友                      |                  |
| 父 クリノハナ 1949 栗毛 | 父の母オホヒカリ 1943 栗毛              | *アイリツシユアイズ        | Treclare                   | Treclare         |
| 父 クリノハナ 1949 栗毛 | 父の母オホヒカリ 1943 栗毛              | *アイリツシユアイズ        | Liena                      |                  |
| 母 クモゼキ 1949 栗毛   | 母の父*ダイオライト Diolite 1927 黒鹿毛 | Diophon                    | Grand Parade               | Grand Parade     |
| 母 クモゼキ 1949 栗毛   | 母の父*ダイオライト Diolite 1927 黒鹿毛 | Diophon                    | Donnetta                   |                  |
| 母 クモゼキ 1949 栗毛   | 母の父*ダイオライト Diolite 1927 黒鹿毛 | Needle Rock                | Rock Sand                  | Rock Sand        |
| 母 クモゼキ 1949 栗毛   | 母の父*ダイオライト Diolite 1927 黒鹿毛 | Needle Rock                | Needlepoint                |                  |
| 母 クモゼキ 1949 栗毛   | 母の母第二カナデアンガール 1937 鹿毛    | *トウルヌソル              | Gainsborough               | Gainsborough     |
| 母 クモゼキ 1949 栗毛   | 母の母第二カナデアンガール 1937 鹿毛    | *トウルヌソル              | Soliste                    |                  |
| 母 クモゼキ 1949 栗毛   | 母の母第二カナデアンガール 1937 鹿毛    | *カナデアンガール          | Argosy                     | Argosy           |
| 母 クモゼキ 1949 栗毛   | 母の母第二カナデアンガール 1937 鹿毛    | *カナデアンガール          | Belle of the West          |                  |
| 母系(F-No.)             | カナデアンガール系(FN:2-r)              | カナデアンガール系(FN:2-r) | カナデアンガール系(FN:2-r) | [ § 3 ]          |
| 5代内の近親交配         | 5代内アウトブリード                     | 5代内アウトブリード        | 5代内アウトブリード        | [ § 4 ]          |
| 出典                    | 1. 2. 3. 4.                             | 1. 2. 3. 4.                | 1. 2. 3. 4.                | 1. 2. 3. 4.      |

母クモゼキは1952年の春にデビューして2勝、秋から地方競馬に転出。1955年のキヨフジ記念で3着に入っている  。
祖母の第二カナデアンガールは競走名クモゼキ（母と同名異馬）。1941年の阪神記念を春秋連覇し、翌年の帝室御賞典 (春)で5着に入った  。